# Gönningerkapelle (Bamberg)
Die Gönningerkapelle ist eine katholische Marienkapelle in der oberfränkischen Stadt Bamberg. Sie wurde als Nachbildung der Gnadenkapelle von Einsiedeln und damit der Casa Santa von Loreto errichtet.

## Geschichte

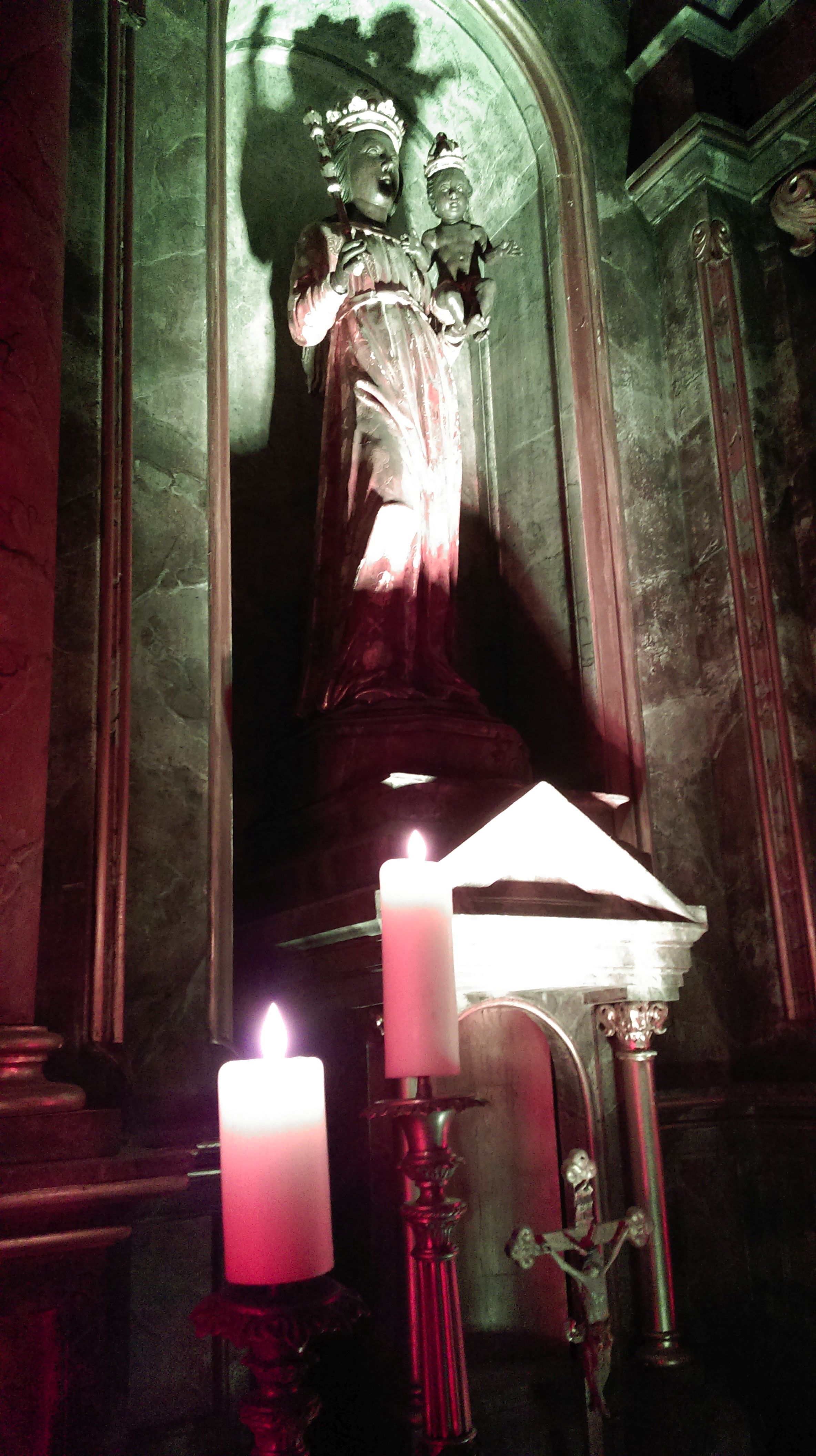
Gnadenbild der Gönningerkapelle

Der Bamberger Bürger Johann Jakob Gönninger ließ die Kapelle nach einer Wallfahrt nach Einsiedeln, von der er eine Nachbildung des Gnadenbildes mitbrachte, in den Jahren 1761–1768 zu Ehren der Muttergottes Maria erbauen. Die in Einsiedeln erworbene Kopie des Gnadenbildes wurde im Hochaltar aufgestellt. In der Mitte des 19. Jahrhunderts erhielt die Kapelle unter Verlust der Originaleinrichtung eine neue Ausstattung; das Gnadenbild befindet sich weiterhin im Hochaltar. Zur Zeit ihrer Errichtung markierte ihr Standort den damals noch festlich eingefassten Eingang zum Bamberger Hauptfriedhof. Mit der allmählichen Erweiterung des Friedhofs nach Norden und der Eröffnung der neuen Aussegnungshalle 1966 rückte die Kapelle an den Rand. Mittlerweile wird der ursprüngliche Vorplatz als Parkzone verwendet und ihr Zustand ist sanierungsbedürftig.
Im Dachreiter hängt eine kleine Glocke im Schlagton a2. Sie wurde 1769 von Joachim Keller gegossen. Das vormals abgerissene Läuteseil wurde 2016 für die Lesung A schöna Leich erneuert. In die Kapelle wurden Anfang des 20. Jahrhunderts Grabsteine wichtiger Bamberger Persönlichkeiten verlegt. Sie ist der Pfarrkirche St. Gangolf unterstellt.

## Die Kapelle und ihre Vorbilder

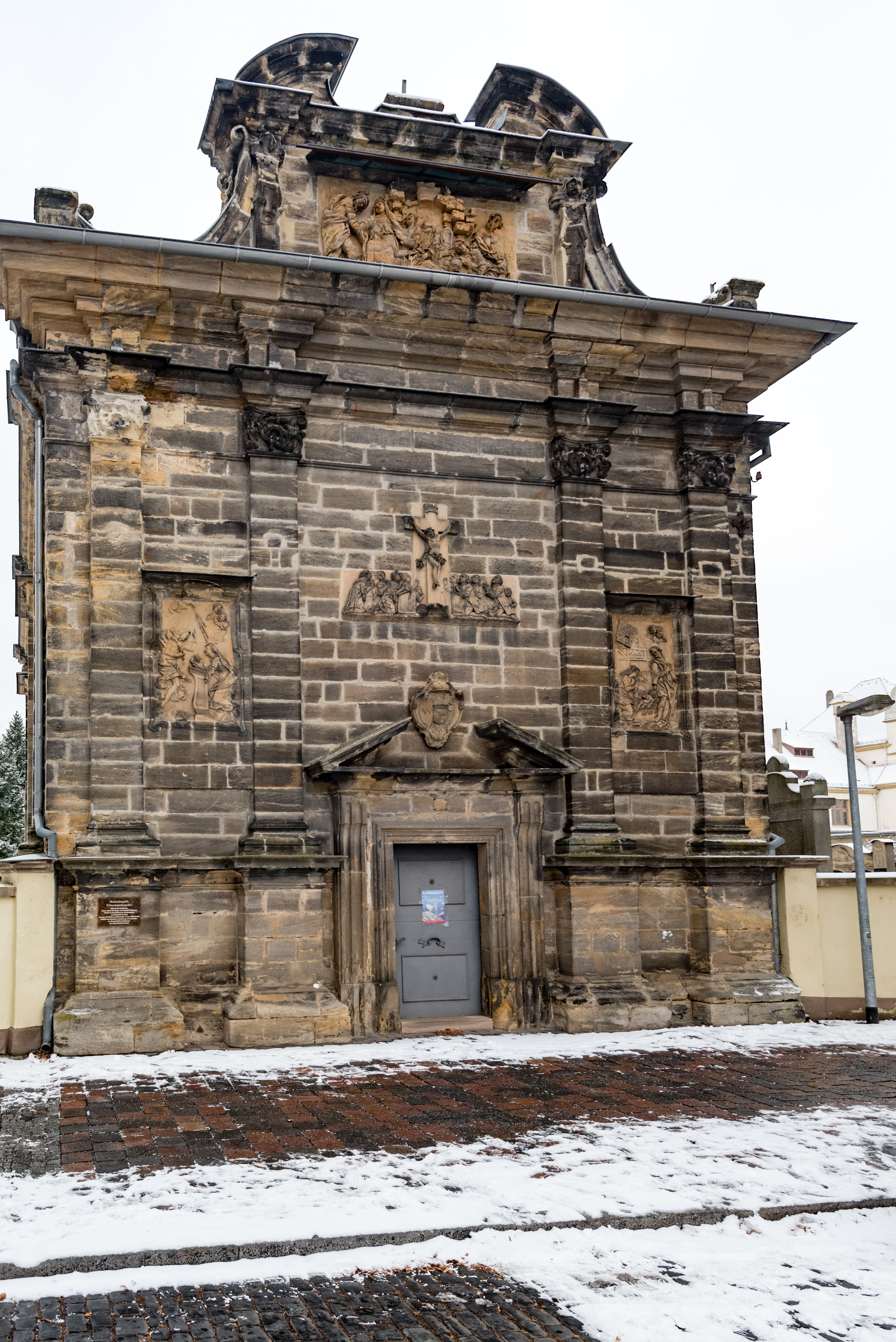
Gönningerkapelle nach dem Vorbild der Gnadenkapelle Einsiedeln, 1761/1768
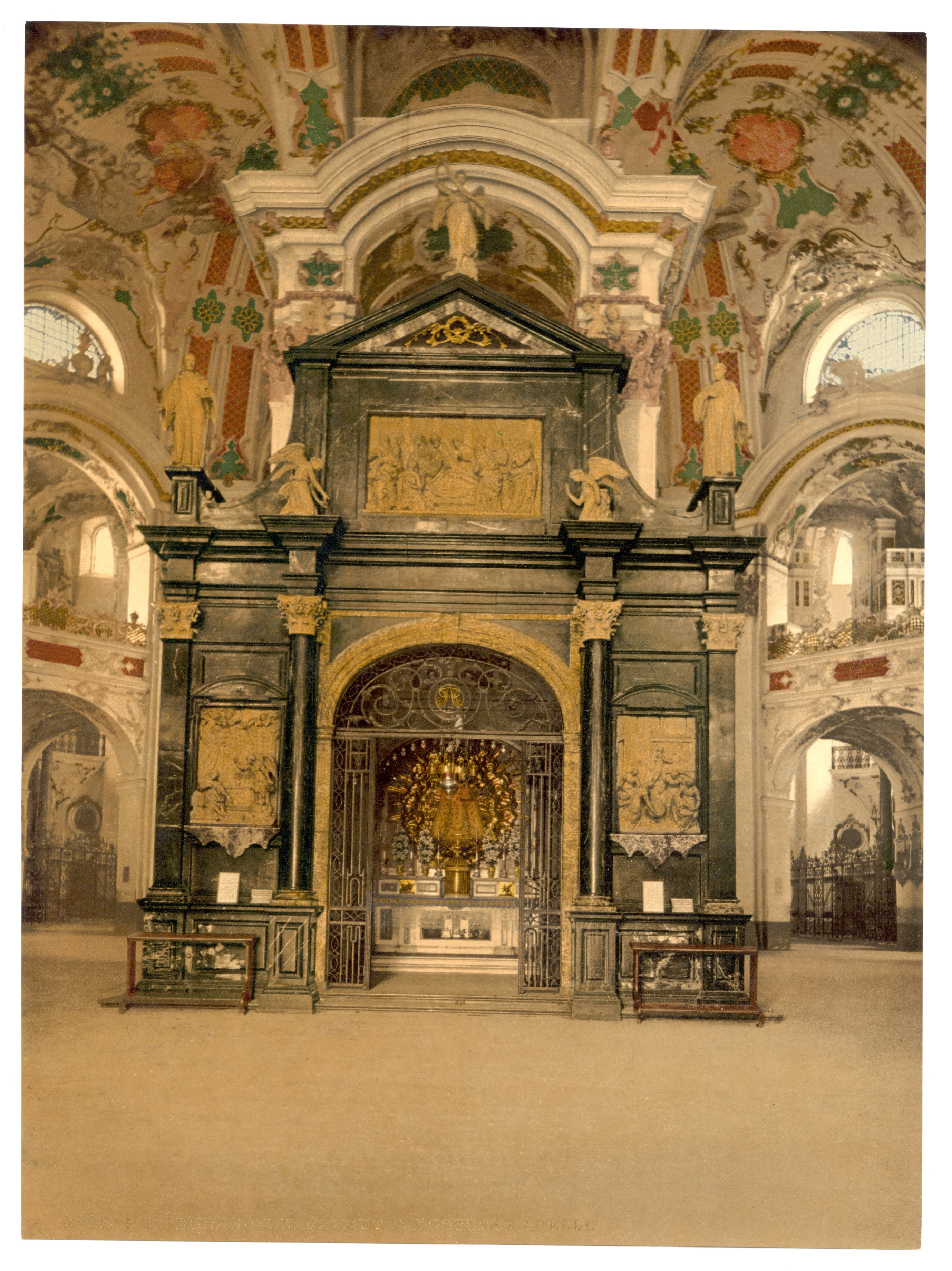
Gnadenkapelle Einsiedeln nach dem Vorbild der Basilika von Loreto
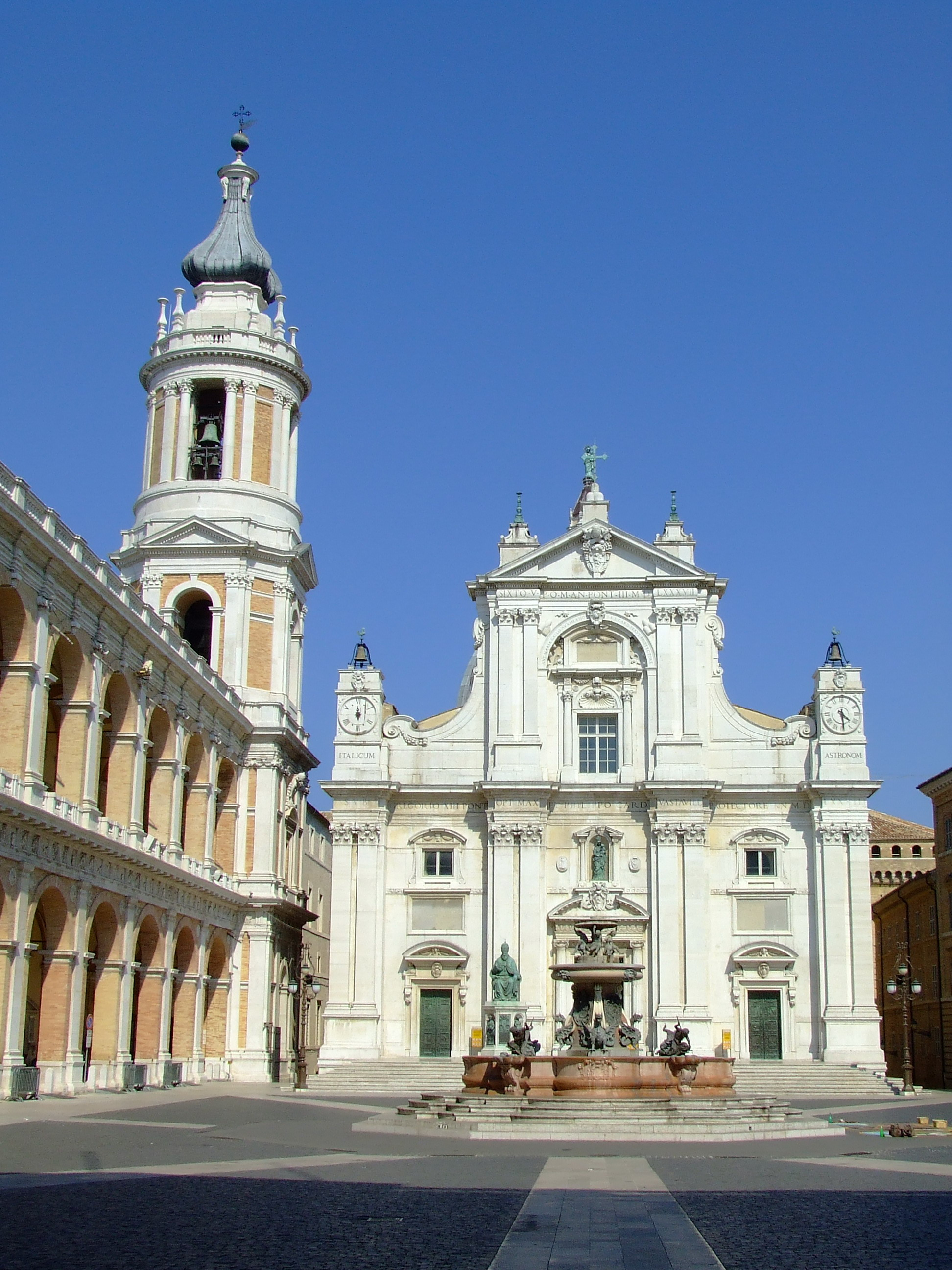
Basilika von Loreto, vollendet 1587